# Alejandro Sawa
Alejandro Sawa Martínez (Sevilla, 15 de marzo de 1862 - Madrid, 3 de marzo de 1909) fue un escritor y periodista español, que formó parte de la bohemia finisecular madrileña. Sawa, que murió pobre y ciego, habiendo perdido la razón, inspiró a Valle Inclán para crear su personaje de Max Estrella en Luces de bohemia.

## Biografía
Nacido en Sevilla el 15 de marzo de 1862, tenía origen griego y era hijo de un comerciante que importaba vinos y productos ultramarinos de toda clase. Era hermano de los periodistas y escritores Enrique y Miguel Sawa.
Tras estudiar en el colegio de San Sebastián o del Seminario, de Málaga (donde, lejos de lo que se afirma en determinadas fuentes, no ingresó movido por ninguna clase de vocación religiosa, puesto que se trataba tan sólo de una institución docente de carácter privado), acabaría convirtiéndose con el tiempo en un exacerbado anticlerical y estudiará Derecho en Granada durante el curso 1877-1878. Llegado a un Madrid "absurdo, brillante y hambriento" (Valle Inclán: Luces de Bohemia) por primera vez en 1885, vive la pobreza de la vida bohemia y marginal:

Mis primeros tiempos de vida madrileña fueron estupendos de vulgaridad —¿por qué no decirlo?— y de grandeza. Un día de invierno que Pi y Margall me ungió con su diestra reverenda, concediéndome jerarquía intelectual, me quedé a dormir en el hueco de una escalera por no encontrar sitio menos agresivo en que cobijarme. Sé muchas cosas del país Miseria; pero creo que no habría de sentirme completamente extranjero viajando por las inmensidades estrelladas.

Viajó a París en 1889 atraído por la vida artística de la metrópoli. Allí viviría lo que siempre consideró sus "años dorados". Durante algún tiempo trabajó para la famosa casa editorial Garnier, que editaba un diccionario enciclopédico. En ese periodo tuvo ocasión de entablar amistad con los principales literatos franceses del parnasianismo y del simbolismo, aunque él fue un gran lector del romántico Víctor Hugo. Tradujo a los hermanos Goncourt y vivió entonces la etapa más feliz de su existencia. Se casó con una borgoñona, Jeanne Poirier, y tuvo una hija, Elena.

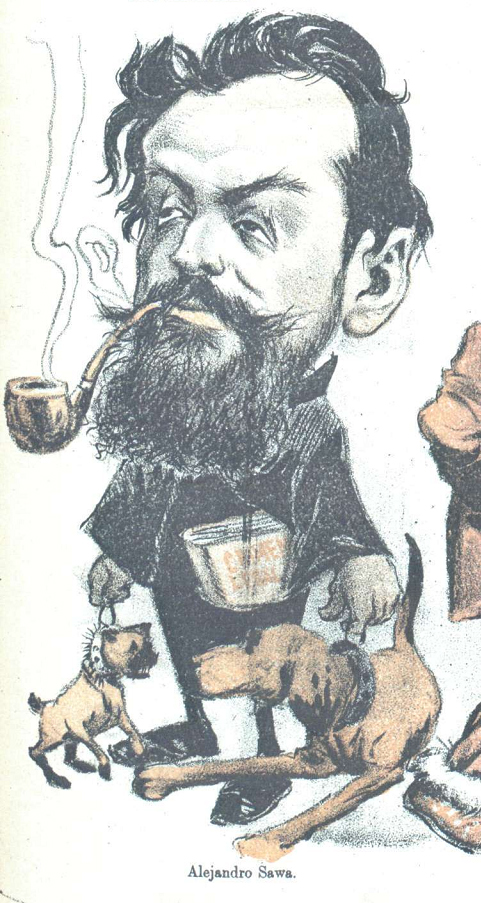
Caricatura de Sawa, obra de Tovar, publicada en Don Quijote en febrero de 1902.

En 1896 regresó a España entregándose febrilmente al periodismo. Fue redactor de El Motín, El Globo y La Correspondencia de España, y colaboró en ABC, Madrid Cómico, España o Alma Española, entre otras publicaciones. Sus últimos años fueron trágicos: se quedó ciego y perdió la razón. No sin ironía, se inicia en esos años finales con el modesto triunfo de su adaptación escénica para el Teatro de la Comedia de Los reyes en el destierro, de Alphonse Daudet, en enero de 1899. Como escritor, se dedica exclusivamente al periodismo; colabora con los diarios más prestigiosos de la época El Liberal, El País, Heraldo de Madrid, España o el El Imparcial. El derrumbamiento físico y moral es progresivo. Escribe: «Yo no hubiera querido nacer; pero me es insoportable morir». Murió el 3 de marzo de 1909 loco y ciego, hundido en la miseria en su humilde casa de la calle del Conde Duque número 7 de Madrid, donde se puede leer una placa que dice: «Al rey de los bohemios, el escritor Alejandro Sawa, a quien Valle-Inclán retrató en los espejos cóncavos de Luces de bohemia como Max Estrella, que murió el 3 de marzo de 1909, en el guardillón con ventano angosto de este caserío del Madrid absurdo, brillante y hambriento". Poco antes, el gran bohemio había dicho:

¡Irme, irme! Ya no sueño sino con eso. Irme a una tierra cualquiera donde la villanía no sea el estado social de la gente, donde a lo menos las afirmaciones y negaciones tengan el sentido filosófico que todos los léxicos les prestan, donde el honor se asiente en las almas y no en los labios. ¡Irme, huir de aquí, por dignidad, por estética, por instinto de conservación! ¡Es que yo me noto aún sano en esta sociedad de leprosos!

Algunos novelistas de la generación del 98 lo evocaron en algunas de sus obras, como Pío Baroja en El árbol de la ciencia y Valle-Inclán en Luces de bohemia. Max Estrella, personaje central de la comedia de Valle, está inspirado en él. Aunque se le suponía una escasa cultura, poseía un fuerte temperamento y un estilo donde son frecuentes los resabios de una apasionada lectura de Víctor Hugo y Verlaine, de quienes decía haber sido amigo. También decía haberse honrado con la amistad de Alphonse Daudet; conociéndosele su amistad con Rubén Darío y Manuel Machado. Este último le dedicó un espléndido epicedio en verso. Con motivo de su muerte, Valle-Inclán escribió a Rubén Darío:

He llorado delante del muerto por él, por mí y por todos los pobres poetas. Yo no puedo hacer nada, usted tampoco, pero si nos juntamos unos cuantos algo podríamos hacer. Alejandro deja un libro inédito. Lo mejor que ha escrito. Un diario de esperanzas y tribulaciones.

El fracaso de todos los intentos para publicarlo y una carta donde le retiraban una colaboración de sesenta pesetas que tenía en El Liberal, le volvieron loco durante los últimos días. Una locura desesperada. Quería matarse. Tuvo el fin de un rey de tragedia: murió loco, ciego y furioso.
Ramón María del Valle-Inclán.

## Obras
De manera póstuma se publicó Iluminaciones en la sombra (1910), prologada por Rubén Darío, ese diario de esperanzas y tribulaciones que presenta un claro sesgo modernista. También fue autor de novelas de estética naturalista (fue, ya se ha dicho, traductor de los Goncourt) como:
- El pontificado y Pio IX, de 1878;
- La mujer de todo el mundo, de 1885;
- Crimen legal, de 1886;
- Declaración de un vencido de 1887;
- Noche, de 1888 (edición anotada de 2022, Amarillo Editora);
- Criadero de curas, 1888 (edición anotada de 2024, Amarillo Editora);
- La sima de Iguzquiza (1888, inspirada en las atrocidades de la tercera guerra carlista), y otras.